# BMW muzej
BMW muzej se nalazi u Minhenu, Nemačka, odmah do glavne upravne zgrade BMW-a.
Osnovan je 1972 pred otvaranje Olimpijskih igara i bavi se istorijom razvoja minhenske kompanije BMW. Preko puta muzeja se nalazi BMW Welt, moderni prodajni salon renoviran 2008-e.

## Arhitektura i dizajn
Muzej prikazuje BMW-ov razvoj kroz godine i sadrzi primerke automobila, motocikala, motora i turbina za avione kao i stare i nove "koncept" projekte od 1920-ih.
Uz pomoć tzv. pametnih slušalica, posetilac se šeta u mirnoj atmosferi muzejom koji je indirektno osvetljen.

## Poseta
Posle minhenskih muzeja Deutsches Museum i Pinakothek der Moderne, BMW muzej je najposeceniji u gradu sa godišnjom posetom od oko 250,000 hiljada osoba.

## Arhitektura
Poznat kao "činija za salatu" i "beli kotao" srebrnu-futurističku zgradu je projektovao bečki arhitekta Karl Schwanzer, koji je projektovao i upravnu zgradu BMW-a.
Ulaz u zgradu je u prizemlju, gde se nailazi na recepciju a sa čije leve strane počinje poseta. Izložbeni eksponati su razmešteni po muzeju na razne načine: udubljenja u zidu, automobili poređani jedan iznad drugoga, motocikli "zakačeni" na zidu, i to je samo deo maštovite reprezentacije BMW-ove istorije i vizije.
Posle završnog spiralnog dela, posetilac dolazi na najviši sprat gde se nalazi mali bioskop, virtualni eksponati i uvod u BMW-ove buduce tehnologije.

## Galerija
- Pokretna skulputra na početku posete
- Unutar muzeja
- BMW oznake
- BMW R39
- BMW Isetta
- BMW Mille Miglia
- Stari prototip
- BMW Spicup
- BMW Lovos
- BMW art
- M1
- Na izlazu iz muzeja

## Spoljašnje veze
- Zvanični veb-sajt
- BMW Museum at BMW.com
- BMW Museum on BMW TV
- BMW Museum on SwipeLife
- BMW Museum on Design Build Network